# Абатеджо
Абатѐджо (на италиански: Abbateggio) е село и община в Южна Италия, провинция Пескара, регион Абруцо. Разположено е на 423 m надморска височина. Населението на общината е 359 души (1 януари 2023).